# Алексей Турбин
Алексе́й Васи́льевич Турби́н — один из центральных персонажей романа «Белая Гвардия» и написанной на его основе пьесы «Дни Турбиных» Михаила Булгакова.
В романе Турбину 28 лет. Он врач и самим автором характеризуется как «человек-тряпка», но таковым не является. При написании пьесы образ Алексея претерпел значительную трансформацию и фактически вобрал в себя черты трёх героев романа: самого Турбина и двух полковников — Най-Турса и Малышева. В «Днях Турбиных» Алексей несколько старше, он профессиональный военный (полковник-артиллерист), сильный и мужественный человек. Изменилась и судьба героя: если в романе Турбин получает ранение в бою с петлюровцами, но остаётся жив, то в пьесе — умирает.
По мнению Б. М. Гаспарова, образ Алексея Турбина во многом автобиографичен и достаточно важен для Булгакова, поскольку ситуация, в которой интеллигентный герой чувствует вину из-за участия (пусть и в качестве наблюдателя) в сценах насилия и убийства встречается и в других его произведениях.